# Twedt
Twedt (tiếng Đan Mạch: Tved) là một đô thị thuộc huyện Schleswig-Flensburg, trong bang Schleswig-Holstein, nước Đức. Đô thị Twedt có diện tích 12,52 km², dân số thời điểm 31 tháng 12 năm 2006 là 502 người.